# Kemestaródfa
Kemestaródfa là một thị trấn thuộc hạt Vas, Hungary. Thị trấn này có diện tích 6,35 km², dân số năm 2010 là 231 người, mật độ 36 người/km².